# SN 1999cn
SN 1999cn – supernowa typu Ic odkryta 14 czerwca 1999 roku w galaktyce M+02-38-43. W momencie odkrycia miała maksymalną jasność 17,90m.